# Pogononeura
Pogononeura là một chi thực vật có hoa trong họ Hòa thảo (Poaceae).
Loài duy nhất được biết đến là Pogononeura biflora